# Alexandros Diomidis

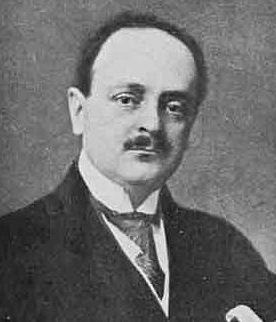
Alexandros Diomidis

Alexandros Diomidis-Kyriakos (griechisch Ἀλέξανδρος Διομήδης-Κυριακός; albanisch Aleksandër Diomidi Qiriako, * 1875; † 11. November 1950 in Athen) war ein griechischer Politiker und von 1949 bis 1950 Premierminister.

## Leben
Diomidis stammte aus einer arvanitischen Familie. 1912 bis 1914 gehörte er bereits der liberalen Regierung von Premierminister Eleftherios Venizelos als Finanzminister an. Nach dem Ersten Weltkrieg trat er von der aktiven Politik zurück.
1923 wurde er zum Gouverneur der Nationalbank gewählt. Diomidis handelte danach bedeutende öffentliche Anleihen aus und führte daneben Unterhandlungen, die 1928 zur Gründung der Bank von Griechenland als Bank zur Währungsausgabe führten. 1930 zog er sich erneut aus dem öffentlichen Leben zurück.
Kurz vor dem Zweiten Weltkrieg wurde er Ehrenpräsident des Obersten Wirtschaftsrates sowie ab 1945 Präsident der Obersten Wiederaufbaubehörde. Am 20. Januar 1949 trat er der Koalitionsregierung von Themistoklis Sofoulis als parteiloser Vizepremierminister bei. Nach dem Tode von Sofoulis wurde er schließlich selbst am 30. Juni 1949 Premierminister. Er war der 17. Premierminister nach dem Zweiten Weltkrieg. Am 5. Januar 1950 trat er von diesem Amt zurück; 10 Monate danach starb er.